# Choi Kyu-hah
Choi Kyu-hah (em coreano: 최규하), também transliterado Choi Kyu-ha (Wonju, na província de Gangwon, 16 de julho de 1919 – Seul, 22 de outubro de 2006) foi o presidente da Coreia do Sul entre 1979 e 1980. Serviu como ministro dos Negócios Estrangeiros da Coreia do Sul de 1967 a 1971 e como primeiro-ministro de 1975 a 1979.

## Biografia
Graduou-se em 1941 na universidade japonesa de Tsukuba. Ocupou diversos postos de professor e em 1946, com a independência da Coreia, entrou na vida política sul-coreana. Ocupou diversos postos administrativos e foi primeiro-ministro entre 1976 e 1979.
Em outubro de 1979 torna-se presidente efectivo quando o presidente Park Chung-hee foi assassinado pelo seu chefe de segurança. Devido ao clima de insatisfação geral gerado pelo governo autoritário de Park, Choi prometeu uma nova constituição para o país e a realização de eleições democráticas. Ele ganhou as eleições em 6 de dezembro de 1979 e se tornou o quarto presidente da Coreia do Sul.
Em dezembro de 1979, o Major General Chun Doo-hwan e aliados próximos de dentro das forças armadas do país deram um golpe de estado contra o governo de Choi. Eles rapidamente retiraram o chefe do Exército de seu posto e no início de 1980 virtualmente controlaram o governo.
Em Abril de 1980, devido à constante pressão de Chun e de outros políticos, Choi designou Chun para chefiar a Agência Central de Inteligência Coreana, dando-lhe enormes poderes. Em maio, Chun declarou a lei marcial e anulou todas as articulações do governo civil, tornando-se, de fato, o governante do país. Iniciaram-se então, os protestos de estudantes em Seul e Gwangju. Os protestos em Gwangju continuaram resultando no Massacre de Gwangju, onde mais de duzentos civis foram mortos no período de cinco dias por militares de Chun.
Choi deixou a cargo de presidente depois disso. Chun tornou-se presidente em 1 de setembro de 1980. Após Choi deixar o cargo, ele foi viver longe da atenção pública.